# جان گرینهالگ (بازیکن فوتبال)
جان گرینهالگ (انگلیسی: John Greenhalgh؛ ۱۶ ژوئیه ۱۸۹۸ – july ۱۹۸۷ (۸۸−۸۹ سال)) بازیکن فوتبال اهل بریتانیا بود.
از باشگاه‌هایی که در آن بازی کرده‌است می‌توان به باشگاه فوتبال بارو و باشگاه فوتبال برنلی اشاره کرد.